# H.J.A. Hagen
Hans Jacob Adam Hagen (21. september 1815 – 4. februar 1908) var en dansk flådeofficer. Han blev sekondløjtnant (med Gerners Medalje 27. november 1835, blev udnævnt til kommandør 28. maj 1868, fik sin afsked 5. april 1869 og blev samme dato udnævnt til Nyboders kommandant.
Han var stormester i Kædeordenen; en orden, der bestod af udbrydere fra Frimurerlogen.